# Maseròlas
Maseròlas (en francès Mazerolles-du-Razès) és un municipi francès situat al departament de l'Aude i a la regió d'Occitània.